# Henri Christophe (scheidsrechter)
Henri Christophe (23 juli 1884 – 17 juni 1968) was een internationale voetbalscheidsrechter uit België in de jaren 1920 en 1930.
Christophe had zijn internationale reputatie gevestigd op de Olympische Zomerspelen 1928 in Amsterdam – maar was vanaf 1919 scheidsrechter geweest en reisde, dankzij de Belgische deelname aan de FIFA-wereldbeker 1930 – samen met Jean Langenus naar Zuid-Amerika – aan boord van de SS Conte Verde – als een van de vier Europeanen die tijdens de wedstrijd optrad.
Christophe floot twee wedstrijden op de Olympische Zomerspelen van 1920 in Antwerpen, waaronder de wedstrijd Frankrijk - Italië tijdens het toernooi. Hij nam de leiding over de kwartfinale van Zweden tegen Egypte op de Olympische Zomerspelen 1924 in Parijs en één wedstrijd tussen Italië en Frankrijk op de Olympische Zomerspelen van 1928. In de finale was Christophe de assistent-grensrechter van zijn landgenoot Jean Langenus.
Hij was een fan van en later voorzitter van RCS Vervietois.